# Coppa Italia 2015-2016 (hockey in-line)
La Coppa Italia 2015-2016 è stata la 17ª edizione della principale coppa nazionale italiana di hockey in-line. È stata disputata dal 5 al 7 febbraio 2016. Il Milano Quanta si è aggiudicato il trofeo per la quinta volta nella sua storia sconfiggendo in finale il CUS Verona.

## Partite

### Fase a gironi

#### Girone A
| Squadra       | Pt | G | V | N | P | GF | GS | DG  |
| ------------- | -- | - | - | - | - | -- | -- | --- |
| Milano Quanta | 6  | 2 | 2 | 0 | 0 | 11 | 1  | +10 |
| Cittadella    | 3  | 2 | 1 | 0 | 1 | 5  | 6  | -1  |
| Monleale      | 0  | 2 | 0 | 0 | 2 | 1  | 10 | -9  |

| Data   | Incontri                 | Risultato |
|        |                          |           |
| 5 feb. | Cittadella-Milano Quanta | 1-5       |
| 5 feb. | Monleale-Cittadella      | 1-4       |
| 6 feb. | Milano Quanta-Monleale   | 6-0       |

| Data   | Incontri                 | Risultato |
|        |                          |           |
| 5 feb. | Cittadella-Milano Quanta | 1-5       |
| 5 feb. | Monleale-Cittadella      | 1-4       |
| 6 feb. | Milano Quanta-Monleale   | 6-0       |

#### Girone B
| Squadra       | Pt | G | V | N | P | GF | GS | DG |
| ------------- | -- | - | - | - | - | -- | -- | -- |
| CUS Verona    | 5  | 2 | 2 | 0 | 0 | 7  | 4  | +3 |
| Molinese      | 4  | 2 | 1 | 0 | 1 | 9  | 9  | 0  |
| Ghosts Padova | 0  | 2 | 0 | 0 | 2 | 6  | 9  | -3 |

| Data   | Incontri                 | Risultato |
|        |                          |           |
| 5 feb. | Ghosts Padova-CUS Verona | 1-3       |
| 5 feb. | Molinese-Ghosts Padova   | 6-5       |
| 6 feb. | CUS Verona-Molinese      | 4-3 (dts) |

| Data   | Incontri                 | Risultato |
|        |                          |           |
| 5 feb. | Ghosts Padova-CUS Verona | 1-3       |
| 5 feb. | Molinese-Ghosts Padova   | 6-5       |
| 6 feb. | CUS Verona-Molinese      | 4-3 (dts) |

### Fase finale
- Date: semifinali 6 febbraio e finali 7 febbraio 2016.

|  | Semifinali    | Semifinali    | Semifinali |            |               | Finale        | Finale     | Finale |  |
|  |               |               |            |            |               |               |            |        |  |
|  | Milano Quanta | Milano Quanta | 9          |            |               |               |            |        |  |
|  | Milano Quanta | Milano Quanta | 9          |            |               |               |            |        |  |
|  | Molinese      | Molinese      | 2          |            |               |               |            |        |  |
|  | Molinese      | Molinese      | 2          |            | Milano Quanta | Milano Quanta | 7          |        |  |
|  |               |               |            |            | Milano Quanta | Milano Quanta | 7          |        |  |
|  |               |               | CUS Verona | CUS Verona | 3             |               |            |        |  |
|  | CUS Verona    | CUS Verona    | CUS Verona | CUS Verona | 3             | 3             |            |        |  |
|  | CUS Verona    | CUS Verona    |            |            |               | 3             |            |        |  |
|  | Cittadella    | Cittadella    | 2          |            |               |               |            |        |  |
|  | Cittadella    | Cittadella    | 2          |            |               |               |            |        |  |
|  |               |               |            |            |               |               |            |        |  |
|  |               |               |            |            |               | Molinese      | Molinese   | 1      |  |
|  |               |               |            |            |               | Molinese      | Molinese   | 1      |  |
|  |               |               |            |            |               | Cittadella    | Cittadella | 4      |  |